# Lena Dürr
Lena Dürr (ur. 4 sierpnia 1991 w Monachium) – niemiecka narciarka alpejska, wicemistrzyni olimpijska, trzykrotna medalistka mistrzostw świata oraz srebrna medalistka mistrzostw świata juniorów.

## Kariera
Po raz pierwszy na arenie międzynarodowej pojawiła się 2 grudnia 2006 roku w Kaunertal, gdzie w zawodach juniorskich zajęła 36. miejsce w gigancie. W 2008 roku wystartowała na mistrzostwach świata juniorów w Formigal, gdzie jej najlepszym wynikiem było dziewiąte miejsce w slalomie. Jeszcze trzykrotnie startowała na imprezach tego cyklu, największy sukces osiągając podczas mistrzostw świata juniorów w Mont Blanc w 2010 roku, gdzie zdobyła srebrny medal w gigancie. Na tych samych mistrzostwach była też czwarta w supergigancie.
W zawodach Pucharu Świata zadebiutowała 28 grudnia 2009 roku w Lienzu, zajmując 25. miejsce w gigancie. Tym samym już w swoim debiucie zdobyła pierwsze pucharowe punkty. Na podium zawodów tego cyklu po raz pierwszy stanęła 29 stycznia 2013 roku w Moskwie, wygrywając slalom równoległy. W zawodach tych wyprzedziła Veronikę Velez-Zuzulovą ze Słowacji i Mikaelę Shiffrin z USA. W sezonie 2021/2022 zajęła 17. miejsce w klasyfikacji generalnej, a w klasyfikacji slalomu była trzecia. Dwa lata później była druga w klasyfikacji slalomu, a w klasyfikacji generalnej zajęła szesnaste miejsce.
Na mistrzostwach świata w Schladming w 2013 roku wspólnie z koleżankami i kolegami z reprezentacji wywalczyła brązowy medal w zawodach drużynowych. Na mistrzostwach świata w Cortina d’Ampezzo w 2021 roku razem z Emmą Aicher, Andreą Filser, Stefanem Luitzem, Alexandrem Schmidem i Linusem Straßerem ponownie zajęła trzecie miejsce w zawodach drużynowych. Kolejny medal zdobyła podczas mistrzostw świata w Courchevel/Méribel w 2023 roku, kończąc slalom na trzeciej pozycji. Wyprzedziły ją jedynie Kanadyjka Laurence St-Germain i Mikaela Shiffrin.
Podczas igrzysk olimpijskich w Pjongczangu w 2018 roku zajęła piąte miejsce w zawodach drużynowych, a rywalizacji w slalomie nie ukończyła. Na rozgrywanych cztery lata później igrzyskach w Pekinie razem z Emmą Aicher, Julianem Rauchfussem i Alexandrem Schmidem zdobyła srebrny medal w zawodach drużynowych. Zajęła tam również czwarte miejsce w slalomie, przegrywając walkę o podium z Wendy Holdener ze Szwajcarii o 0,07 sekundy.
Jej ojciec, Peter Dürr oraz starsza siostra, Katharina także uprawiali narciarstwo alpejskie.

## Osiągnięcia

### Igrzyska olimpijskie
| Miejsce | Dzień     | Rok  | Miejscowość | Konkurencja      | Czas biegu | Strata | Zwyciężczyni     |
| ------- | --------- | ---- | ----------- | ---------------- | ---------- | ------ | ---------------- |
| DNF1    | 16 lutego | 2018 | Pjongczang  | Slalom           | 1:38,63    | -      | Frida Hansdotter |
| 5.      | 24 lutego | 2018 | Pjongczang  | Zawody drużynowe | –          | –      | Szwajcaria       |
| 4.      | 9 lutego  | 2022 | Pekin       | Slalom           | 1:44,98    | +0,19  | Petra Vlhová     |
| srebro  | 20 lutego | 2022 | Pekin       | Drużynowo        | -          | -      | Austria          |

### Mistrzostwa świata
| Miejsce | Dzień     | Rok  | Miejscowość        | Konkurencja          | Czas biegu | Strata | Zwyciężczyni                        |
| ------- | --------- | ---- | ------------------ | -------------------- | ---------- | ------ | ----------------------------------- |
| 18.     | 17 lutego | 2011 | Ga-Pa              | Supergigant          | 2:20,54    | +2,05  | Tina Maze                           |
| 30.     | 5 lutego  | 2013 | Schladming         | Supergigant          | 1:35,39    | +4,27  | Tina Maze                           |
| 3.      | 12 lutego | 2013 | Schladming         | Drużynowo            | -          | -      | Austria                             |
| DNS2    | 14 lutego | 2013 | Schladming         | Gigant               | 2:08,06    | +3,02  | Tessa Worley                        |
| 21.     | 16 lutego | 2013 | Schladming         | Slalom               | 1:39,85    | +3,07  | Mikaela Shiffrin                    |
| 13.     | 14 lutego | 2015 | Vail/Beaver Creek  | Slalom               | 1:38,48    | +3,06  | Mikaela Shiffrin                    |
| 26.     | 16 lutego | 2017 | Sankt Moritz       | Gigant               | 2:05,55    | +3,87  | Tessa Worley                        |
| 18.     | 18 lutego | 2017 | Sankt Moritz       | Slalom               | 1:37,27    | +3,50  | Mikaela Shiffrin                    |
| 4.      | 12 lutego | 2019 | Åre                | Drużynowo            | –          | –      | Szwajcaria                          |
| 11.     | 16 lutego | 2019 | Åre                | Slalom               | 1:57,05    | +4,25  | Mikaela Shiffrin                    |
| DNQ     | 16 lutego | 2021 | Cortina d’Ampezzo  | Gigant równoległy    | -          | -      | Marta Bassino Katharina Liensberger |
| 3.      | 17 lutego | 2021 | Cortina d’Ampezzo  | Zawody drużynowe     | -          | -      | Norwegia                            |
| 14.     | 20 lutego | 2021 | Cortina d’Ampezzo  | Slalom               | 2:30,66    | +3,75  | Katharina Liensberger               |
| 6.      | 14 lutego | 2023 | Courchevel/Méribel | Drużynowo            | -          | -      | Stany Zjednoczone                   |
| 6.      | 15 lutego | 2023 | Courchevel/Méribel | Gigant równoległy    | -          | -      | Maria Therese Tviberg               |
| 3.      | 18 lutego | 2023 | Courchevel/Méribel | Slalom               | 1:43,15    | +0,69  | Laurence St. Germain                |
| 5.      | 4 lutego  | 2025 | Saalbach           | Drużynowo            | -          | -      | Włochy                              |
| 17.     | 11 lutego | 2025 | Saalbach           | Kombinacja drużynowa | 2:40,89    | +4,23  | Stany Zjednoczone                   |
| 9.      | 13 lutego | 2025 | Saalbach           | Gigant               | 2:22,71    | +3,56  | Federica Brignone                   |
| 8.      | 15 lutego | 2025 | Saalbach           | Slalom               | 1:58,00    | +2,45  | Camille Rast                        |

### Mistrzostwa świata juniorów
| Miejsce | Dzień       | Rok  | Miejscowość       | Konkurencja | Czas biegu | Strata | Zwyciężczyni        |
| ------- | ----------- | ---- | ----------------- | ----------- | ---------- | ------ | ------------------- |
| 28.     | 23 lutego   | 2008 | Formigal          | Supergigant | 1:40,19    | +4,30  | Viktoria Rebensburg |
| 9.      | 28 lutego   | 2008 | Formigal          | Slalom      | 1:33,85    | +2,29  | Bernadette Schild   |
| DNF1    | 29 lutego   | 2008 | Formigal          | Gigant      | 1:42,50    | -      | Anna Fenninger      |
| DNF1    | 1 marca     | 2009 | Ga-Pa             | Slalom      | 1:42,07    | -      | Denise Feierabend   |
| 22.     | 2 marca     | 2009 | Ga-Pa             | Gigant      | 2:45,81    | +4,69  | Viktoria Rebensburg |
| 14.     | 4 marca     | 2009 | Ga-Pa             | Supergigant | 1:19,80    | +2,70  | Viktoria Rebensburg |
| 4       | 31 stycznia | 2010 | Region Mont Blanc | Supergigant | 1:32,21    | +0,51  | Marine Gauthier     |
| 9.      | 1 lutego    | 2010 | Region Mont Blanc | Slalom      | 1:34,47    | +3,52  | Christina Geiger    |
| 2.      | 5 lutego    | 2010 | Region Mont Blanc | Gigant      | 1:38,34    | +0,37  | Mona Løseth         |
| 6       | 2 lutego    | 2011 | Crans-Montana     | Gigant      | 2:28,27    | +2,16  | Sara Hector         |

### Puchar Świata

#### Miejsca w klasyfikacji generalnej
- sezon 2009/2010: 88.
- sezon 2010/2011: 73.
- sezon 2011/2012: 28.
- sezon 2012/2013: 24.
- sezon 2013/2014: 90.
- sezon 2014/2015: 55.
- sezon 2015/2016: 62.
- sezon 2016/2017: 42.
- sezon 2017/2018: 51.
- sezon 2018/2019: 51.
- sezon 2019/2020: 50.
- sezon 2020/2021: 27.
- sezon 2021/2022: 17.
- sezon 2022/2023: 17.
- sezon 2023/2024: 16.
- sezon 2024/2025: 13.

#### Miejsca na podium w zawodach
1. Moskwa – 29 stycznia 2013 (slalom równoległy) – 1. miejsce
2. Levi – 20 listopada 2021 (slalom) – 3. miejsce
3. Levi – 21 listopada 2021 (slalom) – 3. miejsce
4. Schladming – 11 stycznia 2022 (slalom) – 3. miejsce
5. Méribel – 19 marca 2022 (slalom) – 2. miejsce
6. Semmering – 29 grudnia 2022 (slalom) – 3. miejsce
7. Flachau – 10 stycznia 2023 (slalom) – 3. miejsce
8. Szpindlerowy Młyn – 28 stycznia 2023 (slalom) – 2. miejsce
9. Szpindlerowy Młyn – 29 stycznia 2023 (slalom) – 1. miejsce
10. Levi – 11 listopada 2023 (slalom) – 2. miejsce
11. Levi – 12 listopada 2023 (slalom) – 3. miejsce
12. Lienz – 29 grudnia 2023 (slalom) – 2. miejsce
13. Kranjska Gora – 7 stycznia 2024 (slalom) – 2. miejsce
14. Levi − 16 listopada 2024 (slalom) – 3. miejsce
15. Semmering – 29 grudnia 2024 (slalom) – 2. miejsce
16. Courchevel – 30 stycznia 2025 (slalom) – 3. miejsce
17. Sun Valley – 27 marca 2025 (slalom) – 2. miejsce